# Jacek Kijeński
Jacek Antoni Kijeński (ur. 22 czerwca 1950 w  Warszawie) – polski chemik specjalizujący się w technologii chemicznej oraz katalizie heterogennej, profesor nauk chemicznych.

## Życiorys
W 1973 ukończył studia chemiczne na Politechnice Warszawskiej. Stopień naukowy doktora uzyskał w 1976, a doktora habilitowanego w 1983. Tytuł profesora nauk chemicznych otrzymał w 1991. Zawodowo związany z macierzystą uczelnią, od 1990 na stanowisku profesora nadzwyczajnego, a od 1997 jako profesor zwyczajny. Pełnił funkcje prodziekana (1984–1987) i dziekana (1987–1990) Wydziału Chemicznego. W kadencji 2008–2012 był prorektorem PW ds. Szkoły Nauk Technicznych i Społecznych w Płocku oraz dziekanem Wydziału Budownictwa, Mechaniki i Petrochemii, kierował również Zakładem Katalizy i Technologii Organicznej w Instytucie Chemii Politechniki Warszawskiej. W latach 2002–2007 pełnił funkcję dyrektora Instytutu Chemii Przemysłowej im. Ignacego Mościckiego w Warszawie.
Jest autorem i współautorem ponad 40 patentów oraz ponad 200 publikacji, w tym 10 monografii. Objął funkcje prezesa zarządu konsorcjum Centrum Zaawansowanych Technologii „Chemia na Rzecz Gospodarki” (CHEMCAT) oraz Stowarzyszenia Inżynierów i Techników Przemysłu Chemicznego. Został koordynatorem Polskiej Platformy Technologicznej Wodoru i Ogniw Paliwowych, przedstawicielem Polski w Mirror Group Europejskiej Platformy Technologicznej Wodoru i Ogniw Paliwowych, członkiem prezydium Komitetu Chemii Polskiej Akademii Nauk.

## Odznaczenia i wyróżnienia
- Krzyż Oficerski Orderu Odrodzenia Polski (2010)[4]
- Krzyż Kawalerski Orderu Odrodzenia Polski (1998)[5]
- Medal Ignacego Mościckiego (2011)[6]
- Medal im. Wojciecha Świętosławskiego (2006)[7]